# بحيرة بيبي (مينيسوتا)
بحيرة بيبي (بالإنجليزية: Beebe Lake)‏ هي بحيرة في مقاطعة رايت في الولايات المتحدة من ولاية مينيسوتا. تبلغ مساحتها 323 فدانًا. ويبلغ عمقها حوالي 27 قدمًا في أعمق نقطة.